# Anepisceptus ruspolii
Anepisceptus ruspolii är en insektsart som först beskrevs av Schulthess Schindler 1894.  Anepisceptus ruspolii ingår i släktet Anepisceptus och familjen vårtbitare.

## Underarter
Arten delas in i följande underarter:
- A. r. ruspolii
- A. r. abyssinii